# Haruna Doda
Haruna Doda (Lagos, 16 gennaio 1975) è un ex calciatore nigeriano, di ruolo attaccante.

## Statistiche

### Cronologia presenze e reti in nazionale
| Cronologia completa delle presenze e delle reti in nazionale ― Nigeria | Cronologia completa delle presenze e delle reti in nazionale ― Nigeria | Cronologia completa delle presenze e delle reti in nazionale ― Nigeria | Cronologia completa delle presenze e delle reti in nazionale ― Nigeria | Cronologia completa delle presenze e delle reti in nazionale ― Nigeria | Cronologia completa delle presenze e delle reti in nazionale ― Nigeria | Cronologia completa delle presenze e delle reti in nazionale ― Nigeria | Cronologia completa delle presenze e delle reti in nazionale ― Nigeria |
| Data                                                                   | Città                                                                  | In casa                                                                | Risultato                                                              | Ospiti                                                                 | Competizione                                                           | Reti                                                                   | Note                                                                   |
| ---------------------------------------------------------------------- | ---------------------------------------------------------------------- | ---------------------------------------------------------------------- | ---------------------------------------------------------------------- | ---------------------------------------------------------------------- | ---------------------------------------------------------------------- | ---------------------------------------------------------------------- | ---------------------------------------------------------------------- |
| 2-9-2000                                                               | Lagos                                                                  | Nigeria                                                                | 4 – 0                                                                  | Namibia                                                                | Qual. Coppa d'Africa 2002                                              | -                                                                      | 80’                                                                    |
| 7-10-2000                                                              | Antananarivo                                                           | Madagascar                                                             | 0 – 0                                                                  | Nigeria                                                                | Qual. Coppa d'Africa 2002                                              | -                                                                      | 70’                                                                    |
| 16-6-2001                                                              | Windhoek                                                               | Namibia                                                                | 0 – 2                                                                  | Nigeria                                                                | Qual. Coppa d'Africa 2002                                              | -                                                                      | ?’                                                                     |
| 25-11-2002                                                             | Lagos                                                                  | Nigeria                                                                | 1 – 1                                                                  | Egitto                                                                 | Amichevole                                                             | -                                                                      | ?’                                                                     |
| Totale                                                                 |                                                                        | Presenze                                                               | 4                                                                      |                                                                        | Reti                                                                   | 0                                                                      |                                                                        |

## Palmarès

### Club

#### Competizioni nazionali
- Coppa di Malta: 2

Birkirkara: 2004-2005
Hibernians: 2005-2006
- Campionato maltese: 1

Marsaxlokk: 2006-2007